# Dietmar Schmitz
Dietmar Schmitz (* 4. November 1968 in Lennestadt) ist ein deutscher Mediziner und Hirnforscher. Seit 2005 ist er Professor für Neurowissenschaften und Direktor des Neurowissenschaftlichen Forschungszentrums (NWFZ) an der Charité – Universitätsmedizin Berlin.

## Leben
Dietmar Schmitz hat an den Universitäten Köln und Berlin Medizin und Naturwissenschaften studiert. 1997 hat er an der Humboldt-Universität zu Berlin promoviert. Als Postdoctoral Fellow forschte er von 1999 bis 2002 an der University of California, San Francisco (USA) und kehrte anschließend als Juniorgruppenleiter im Rahmen des Emmy Noether-Programm und als Juniorprofessor nach Deutschland zurück.
Seit 2005 ist er Professor für zelluläre und molekulare Neurowissenschaften und Direktor des Neurowissenschaftlichen Forschungszentrums an der Charité – Universitätsmedizin Berlin. Er ist Sprecher des Exzellenzclusters NeuroCure und des Deutschen Zentrums für Neurodegenerative Erkrankungen (DZNE) in Berlin. In 2015 wurde er als erster Einstein Professor, gefördert durch die Einstein Stiftung Berlin, berufen.
In dem von Dietmar Schmitz initiierten Einstein-Zentrum für Neurowissenschaften Berlin wurden unter seiner Leitung zur Stärkung der Zusammenarbeit zwischen Neurowissenschaftlern aller Disziplinen die Kompetenzen des Exzellenzclusters NeuroCure, der Berlin School of Mind and Brain, des Bernstein Center for Computational Neuroscience (BCCN) und des Center for Stroke Research Berlin (CSB) gebündelt, um durch diesen Verbund eine intensive Grundlagenforschung mit enger Verzahnung zur klinischen Anwendung zu ermöglichen.
Am 14. Februar 2024 wählte ihn der Senat der Universität Lübeck zum Präsidenten der Universität. Schmitz zog jedoch wenige Tage später seine Zusage „aus beruflichen und persönlichen Gründen“ zurück.

## Forschungsschwerpunkte
Dietmar Schmitz beschäftigt sich mit der Fragestellung, wie das zentrale Nervensystem Erfahrungswerte und Informationen in Synapsen und neuronalen Netzwerken verschlüsselt. In enger Zusammenarbeit mit klinischen Kollegen widmet er sich zudem der Analyse von pathophysiologischen Mechanismen neuropsychiatrischer Erkrankungen.

## Funktionen in wissenschaftlichen Gesellschaften und Gremien
- Mitglied des Fakultätsrats der Charité – Universitätsmedizin Berlin
- Direktor des Neurowissenschaftlichen Forschungszentrums (NWFZ)[7] Charité – Universitätsmedizin Berlin
- Mitglied (2004–2009) der Jungen Akademie
- Mitglied (seit 2017) der Nationalen Akademie der Wissenschaften Leopoldina (Sektion Neurowissenschaften, Matrikel Nr. 7752)
- Mitglied (seit 2017) der Berlin‐Brandenburgischen Akademie der Wissenschaften
- Mitglied der Neurowissenschaftlichen Gesellschaft
- Mitglied im Otto Loewi Center for Cellular and Molecular Neurobiology, Jerusalem, Israel

## Auszeichnungen und Ehrungen
- ERC Synergy Grant, European Research Council
- Einstein-Professur[8]
- Bernard Katz Award[9]
- Schilling‐Preis der Neurowissenschaftlichen Gesellschaft[10]
- Emmy Noether Nachwuchsgruppe der Deutschen Forschungsgemeinschaft (DFG)
- Humboldt‐Preis 1998, Kategorie Dissertationen, Humboldt‐Universität zu Berlin[11]
- Mehrfach gewürdigt für Lehre im „Graduate Program Medical Neurosciences“ der Charité, Berlin[12]

## Schriften (Auswahl)
- B. R. Rost, J. Wietek, O. Yizhar, D. Schmitz: Optogenetics at the presynapse. In: Nature Neuroscience. Band 25, Nr. 8, 2022, S. 984–998. doi:10.1038/s41593-022-01113-6
- J. J. Tukker, P. Beed, M. Brecht, R. Kempter, E. I. Moser, D. Schmitz: Microcircuits for spatial coding in the medial entorhinal cortex. In: Physiological Reviews. Band 102, Nr. 2, 2022, S. 653–688. doi:10.1152/physrev.00042.2020
- N. Nitzan, S. McKenzie, P. Beed, D. F. English, S. Oldani, J. J. Tukker, G. Buzsáki, D. Schmitz: Propagation of hippocampal ripples to the neocortex by way of a subiculum-retrosplenial pathway. In: Nature Communications. Band 11, Nr. 1, 2020. doi:10.1038/s41467-020-15787-8
- H. Kornau, J. Kreye, A. Stumpf, Y. Fukata, D. Parthier, R. P. Sammons, B. Imbrosci, S. Kurpjuweit, A. B. Kowski, M. Fukata, H. Prüss, D. Schmitz: Human Cerebrospinal Fluid Monoclonal LGI1 Autoantibodies Increase Neuronal Excitability. In: Annals of Neurology. Band 87, Nr. 3, 2020, S. 405–418. doi:10.1002/ana.25666
- Y. A. Bernal Sierra, B. R. Rost, M. Pofahl, A. M. Fernandes, R. A. Kopton, S. Moser, D. Holtkamp, N. Masala, P. Beed, J. J. Tukker, S. Oldani, W. Bönigk, P. Kohl, H. Baier, F. Schneider-Warme, P. Hegemann, H. Beck, R. Seifert, D. Schmitz: Potassium channel-based optogenetic silencing. In: Nature Communications. Band 9, Nr. 1, 2018. doi:10.1038/s41467-018-07038-8
- A. Stempel, A. Stumpf, H. Y. Zhang, T. Özdoğan, U. Pannasch, A. K. Theis, D. M. Otte, A. Wojtalla, I. Rácz, A. Ponomarenko, Z. X. Xi, A. Zimmer, D. Schmitz: Cannabinoid Type 2 Receptors Mediate a Cell Type-Specific Plasticity in the Hippocampus. In: Neuron. Band 90, Nr. 4, 2016, S. 795–809. doi:10.1016/j.neuron.2016.03.034
- T. Dugladze, D. Schmitz, M. A. Whittington, I. Vida, T. Gloveli: Segregation of Axonal and Somatic Activity During Fast Network Oscillations. In: Science. Band 336, Nr. 6087, 2012, S. 1458–1461. doi:10.1126/science.1222017
- M. J. Schmeisser, E. Ey, S. Wegener, J. Bockmann, A. V. Stempel, A. Kuebler, A. L. Janssen, P. T. Udvardi, E. Shiban, C. Spilker, D. Balschun, B. V. Skryabin, S. T. Dieck, K. H. Smalla, D. Montag, C. S. Leblond, P. Faure, N. Torquet, A. M. Le Sourd, . . ., T. M. Boeckers: Autistic-like behaviours and hyperactivity in mice lacking ProSAP1/Shank2. In: Nature. Band 486, Nr. 7402, 2012, S. 256–260. doi:10.1038/nature11015
- K. S. Y. Liu, M. Siebert, S. Mertel, E. Knoche, S. Wegener, C. Wichmann, T. Matkovic, K. Muhammad, H. Depner, C. Mettke, J. Bückers, S. W. Hell, M. Müller, G. W. Davis, D. Schmitz, S. J. Sigrist: RIM-Binding Protein, a Central Part of the Active Zone, Is Essential for Neurotransmitter Release. In: Science. Band 334, Nr. 6062, 2011, S. 1565–1569. doi:10.1126/science.1212991
- S. Schuchmann, D. Schmitz, C. Rivera, S. Vanhatalo, B. Salmen, K. Mackie, S. T. Sipilä, J. Voipio, K. Kaila: Experimental febrile seizures are precipitated by a hyperthermia-induced respiratory alkalosis. In: Nature Medicine. Band 12, Nr. 7, 2006, S. 817–823. doi:10.1038/nm1422
- J. Mellor, R. A. Nicoll, D. Schmitz: Mediation of Hippocampal Mossy Fiber Long-Term Potentiation by Presynaptic I h Channels. In: Science. Band 295, Nr. 5552, 2002, S. 143–147. doi:10.1126/science.1064285
- D. Schmitz, S. Schuchmann, A. Fisahn, A. Draguhn, E. H. Buhl, E. Petrasch-Parwez, R. Dermietzel, U. Heinemann, R. D. Traub: Axo-Axonal Coupling: A novel mechanism for ultrafast neuronal communication. In: Neuron. Band 31, Nr. 5, 2001, S. 831–840. doi:10.1016/s0896-6273(01)00410-x
- D. Schmitz, J. Mellor, R. A. Nicoll: Presynaptic Kainate Receptor Mediation of Frequency Facilitation at Hippocampal Mossy Fiber Synapses. In: Science. Band 291, Nr. 5510, 2001, S. 1972–1976. doi:10.1126/science.1057105
- A. Draguhn, R. D. Traub, D. Schmitz, J. G. R. Jefferys: Electrical coupling underlies high-frequency oscillations in the hippocampus in vitro. In: Nature. Band 394, Nr. 6689, 1998, S. 189–192. doi:10.1038/28184